# Djeddar

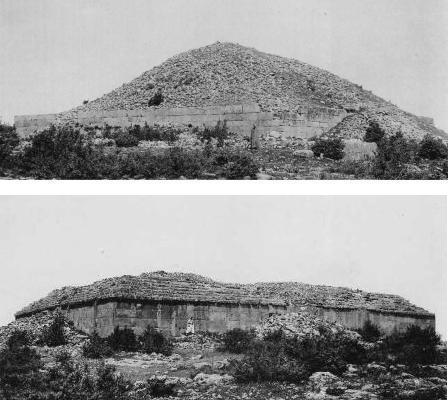
Dos dels djeddar de Jabal Lakhdar (Algèria)

Un djeddar, djedar o yedar és un monument funerari amazic. S'han trobat tretze djeddar situats en dos pujols, a l'est de Tiaret, a Algèria.

## Història i origen
Els "segles foscos del Magrib" és el nom donat per Emile Félix Gautier al període que s'estén des del 429 fins al 671, és a dir, des de la partida dels romans fins a la invasió àrab. Llavors, aparegueren a l'oest d'Algèria reietons al capdavant de principats. Aquests són els reis amazics enterrats en els djeddar a prop de Tiaret, la capital dels quals sembla haver estat Tsinouna. Les inscripcions trobades en aquestes tombes no es remunten més enllà del segle vi.
L'investigador Adrien Berbrugger, però, considera que la construcció dels djeddar és posterior als romans d'Orient.
Gabriel Camps estableix una connexió entre el Madracen, el Mausoleu Reial de Mauritània (conegut com La tomba de la cristiana) i els djeddar, i afirma que seria la "forma magnificada" de les tombes de pedra seca conegudes ja 6.000 anys abans al Nord d'Àfrica. Els túmuls protohistòrics amb recintes incorporats, denominats bazina, però, tenen forma d'un con esglaonat, mentre que el djeddar té una base quadrada i una elevació piramidal.

## Localització i descripció
Els djeddar, situats a 30 quilòmetres al sud-oest de Tiaret, formen dos grups diferents, separats per sis quilòmetres. Tres dels djeddar (classificats A, B, C) són a Jabal Lakhdar, i els altres deu (de la D a la M) al Djebel Araoui. Les dimensions de la base quadrada varien dels 11,50 m d'amplària del Djeddar B als 46 metres del Djeddar F, l'alçada de la qual podia arribar originàriament als 18 m. Molts se'n troben actualment en ruïnes.
La construcció dels tretze djeddar inventariats tingué lloc al llarg dels segles V al VII, i el Djeddar A n'és el més antic. La decoració presenta formes geomètriques (rosasses, estreles…), símbols cristians (coloms al voltant d'un calze), i animals (cavalls, lleons…). Alguns d'aquests elements decoratius es troben més al nord en el que els arqueòlegs denominen "Regne d'Altava". Segons Yves Modéran, els tres djeddar més antics podrien datar del segle iv o començament del V, i ser obra de prínceps pagans d'origen saharià, cosa que qüestionaria la idea comunament acceptada que Roma hauria controlat l'àrea fins a l'any 455. Per a la resta dels djeddar, els de Djebel Araoui, alçats des de la fi del segle V fins al segle VII, i adornats amb frescos cristians, s'accepta que van servir de sepultura a caps cristians d'un estat amazigoromà successor de Roma a Mauritània.
L'estructura interior del Djeddar F és complexa: dues galeries quadrades, que sumen una total de 18 estances, envolten dues sales sepulcrals ornades amb frescos d'inspiració romana.
El Djeddar A, el més estudiat, té una base el costat de la qual fa 34 m i podria haver arribat a 17 m d'alçada. Disposa igualment d'un sistema de galeries amb un total de 8 estances, que envolten la cambra funerària central i estan ornades amb baixos relleus amb figures d'animals i escenes de cacera: s'hi llegeix una inscripció que fa referència a un alt personatge, potser romanoafricà. Aquest djeddar és l'únic envoltat d'una muralla amb un petit edifici per al culte.
Algunes pedres presenten incisions amb noms amazics o romans.
Els monuments es van excavar en els anys 1970 per l'arqueòloga Fatima Kadra, que els va donar a conéixer. El 2002, les autoritats algerianes proposaren que els djeddar s'incloguessen en el Patrimoni de la Humanitat de la UNESCO.